# Fontinalis neomexicana
Fontinalis neomexicana là một loài Rêu trong họ Fontinalaceae. Loài này được Sull. & Lesq. mô tả khoa học đầu tiên năm 1856.